# Диди-Гондрио
Диди-Гондрио (груз. დიდი გონდრიო, арм. Մեծ Գոնդուրա) — село в Грузии, на территории Ниноцминдского муниципалитета края (мхаре) Самцхе-Джавахети.

## География
Село находится в южной части Грузии, в пределах Ахалкалакского плоскогорья, на правом берегу реки Мурджахетисцкали (левый приток Паравани), на расстоянии приблизительно 8 километров (по прямой) к западо-северо-западу от города Ниноцминда, административного центра муниципалитета. Абсолютная высота — 1804 метра над уровнем моря.

## Население
По результатам официальной переписи населения 2014 года, в Диди-Гондрио проживало 990 человек (491 мужчина и 499 женщин). В национальной структуре населения армяне составляли 99,7 %, грузины — 0,3 %.
| Год  | Население, человек |
| ---- | ------------------ |
| 2002 | 1294               |
| 2014 | ↘ 990              |